# Саньчун
Район Саньчун (кит.: 三重區) — район в місті центрального підпорядкування Республіки Китай Новий Тайбей.
До 2010 року був волостю повіту Тайбей (кит. трад.: 縣; піньїнь: xiàn; певедзі: koān), заснованого 7 січня 1946 року, у складі провінції Тайвань. 25 грудня 2010 року повіт став містом центрального підпорядкування (кит. трад.: 直轄市; піньїнь: zhíxiáshì; певедзі: ti̍t-hat-chhī) Сіньбей, а район (кит. трад.: 區; піньїнь: qū; певедзі: ku) став частиною новоутовреного міста.

## Географія
Площа району Саньчун на 10 вересня 2017 становила близько 16,3170 км².

## Населення
Населення району Саньчун на 2015 становило близько 388 386 осіб. Густота населення становила 23 802,5 осіб/км².